# Вишеньки (Шосткинський район)
Ви́шеньки — село в Україні, у Есманьській селищній громаді Шосткинськомго району Сумської області. Населення становить 44 осіб. До 2020 орган місцевого самоврядування — Яструбщанська сільська рада (до 2010 — Кучерівська сільська рада).

## Географія
Село Вишеньки розташоване на березі річки Калинівка, яка за 2.5 км впадає у річку Локня, вище за течією примикає село Кучерівка.
По селу тече струмок, що пересихає.

## Історія
12 червня 2020 року, відповідно до розпорядження Кабінету Міністрів України № 723-р «Про визначення адміністративних центрів та затвердження територій територіальних громад Сумської області», село увійшло до складу Есманьської селищної громади.
19 липня 2020 року, в результаті адміністративно-територіальної реформи та ліквідації Глухівського району, село увійшло до складу новоутвореного Шосткинського району.

## Населення

### Мова
Розподіл населення за рідною мовою за даними перепису 2001 року:
| Мова       | Кількість | Відсоток |
| ---------- | --------- | -------- |
| українська | 44        | 100%     |